# Calcio ai XIV Giochi del Pacifico
La tredicesima edizione del torneo di Calcio ai Giochi del Pacifico 2011 si è svolta in Nuova Caledonia dal 27 agosto al 9 settembre 2011.

## Stadi
- Yoshida Football Field, Koné
- Hnassé Football Field, Lifou
- Boewa Football Field, Le Mont-Dore

- PLGC Football Field, Nouméa
- Rivière Salée Football Field, Nouméa
- Stadio Numa Daly, Nouméa

## Torneo maschile

### Formula
Le undici squadre si affronteranno in due gironi all'italiana. Le prime due classificate di ogni girone si qualificano per le semifinali.

### Squadre partecipanti
- Figi
- Guam
- Isole Cook
- Isole Salomone
- Kiribati
- Nuova Caledonia

- Papua Nuova Guinea
- Samoa Americane
- Tahiti
- Tuvalu
- Vanuatu

### Risultati

#### Fase a gironi

##### Gruppo A
| Squadra         | Punti | V | P | S | GF | GS | DR  | G |
| --------------- | ----- | - | - | - | -- | -- | --- | - |
| Nuova Caledonia | 12    | 4 | 0 | 1 | 31 | 2  | +29 | 5 |
| Isole Salomone  | 12    | 4 | 0 | 1 | 19 | 3  | +16 | 5 |
| Vanuatu         | 12    | 4 | 0 | 1 | 18 | 7  | +11 | 5 |
| Tuvalu          | 4     | 1 | 1 | 3 | 7  | 20 | -13 | 5 |
| Guam            | 4     | 1 | 1 | 3 | 4  | 21 | -17 | 5 |
| Samoa Americane | 0     | 0 | 0 | 5 | 0  | 26 | -26 | 5 |

| 27 agosto 2011 | Tuvalu | 4 – 0 | Samoa Americane |  |

| 27 agosto 2011 | Isole Salomone | 7 – 0 | Guam |  |

| 27 agosto 2011 | Nuova Caledonia | 5 – 0 | Vanuatu |  |

| 30 agosto 2011 | Vanuatu | 5 – 1 | Tuvalu |  |

| 30 agosto 2011 | Samoa Americane | 0 – 4 | Isole Salomone |  |

| 30 agosto 2011 | Guam | 0 – 9 | Nuova Caledonia |  |

| 1º settembre 2011 | Vanuatu | 1 – 0 | Isole Salomone |  |

| 1º settembre 2011 | Tuvalu | 0 – 8 | Nuova Caledonia |  |

| 1º settembre 2011 | Samoa Americane | 0 – 2 | Guam |  |

| 3 settembre 2011 | Nuova Caledonia | 8 – 0 | Samoa Americane |  |

| 3 settembre 2011 | Isole Salomone | 6 – 1 | Tuvalu |  |

| 3 settembre 2011 | Guam | 1 – 4 | Vanuatu |  |

| 5 settembre 2011 | Isole Salomone | 2 – 1 | Nuova Caledonia |  |

| 5 settembre 2011 | Guam | 1 – 1 | Tuvalu |  |

| 5 settembre 2011 | Samoa Americane | 0 – 8 | Vanuatu |  |

##### Gruppo B
| Squadra            | Punti | V | P | S | GF | GS | DR  | G |
| ------------------ | ----- | - | - | - | -- | -- | --- | - |
| Figi               | 12    | 4 | 0 | 0 | 18 | 1  | +17 | 4 |
| Tahiti             | 7     | 2 | 1 | 1 | 25 | 5  | +20 | 4 |
| Papua Nuova Guinea | 7     | 2 | 1 | 1 | 22 | 4  | +18 | 4 |
| Isole Cook         | 3     | 1 | 0 | 3 | 4  | 15 | -11 | 4 |
| Kiribati           | 0     | 0 | 0 | 4 | 2  | 46 | -44 | 4 |

| 27 agosto 2011 | Papua Nuova Guinea | 4 – 0 | Isole Cook |  |

| 27 agosto 2011 | Figi | 3 – 0 | Tahiti |  |

| 30 agosto 2011 | Figi | 9 – 0 | Kiribati |  |

| 30 agosto 2011 | Tahiti | 7 – 0 | Isole Cook |  |

| 1º settembre 2011 | Isole Cook | 3 – 0 | Kiribati |  |

| 1º settembre 2011 | Tahiti | 1 – 1 | Papua Nuova Guinea |  |

| 3 settembre 2011 | Kiribati | 1 – 17 | Papua Nuova Guinea |  |

| 3 settembre 2011 | Isole Cook | 1 – 4 | Figi |  |

| 5 settembre 2011 | Papua Nuova Guinea | 0 – 2 | Figi |  |

| 5 settembre 2011 | Kiribati | 1 – 17 | Tahiti |  |

#### Fase a eliminazione diretta

##### Tabellone
|  | Semifinali      | Semifinali      | Semifinali     |                |                 | Finale          | Finale          | Finale          |  |
|  |                 |                 |                |                |                 |                 |                 |                 |  |
|  | Nuova Caledonia | Nuova Caledonia | 3              |                |                 |                 |                 |                 |  |
|  | Nuova Caledonia | Nuova Caledonia | 3              |                |                 |                 |                 |                 |  |
|  | Tahiti          | Tahiti          | 1              |                |                 |                 |                 |                 |  |
|  | Tahiti          | Tahiti          | 1              |                | Nuova Caledonia | Nuova Caledonia | 2               |                 |  |
|  |                 |                 |                |                | Nuova Caledonia | Nuova Caledonia | 2               |                 |  |
|  |                 |                 | Isole Salomone | Isole Salomone | 0               |                 |                 |                 |  |
|  | Figi            | Figi            | Isole Salomone | Isole Salomone | 0               | 1               |                 |                 |  |
|  | Figi            | Figi            |                |                |                 | 1               |                 |                 |  |
|  | Isole Salomone  | Isole Salomone  | 2              |                |                 | Finale 3º posto | Finale 3º posto | Finale 3º posto |  |
|  | Isole Salomone  | Isole Salomone  | 2              |                |                 |                 |                 |                 |  |
|  |                 |                 |                |                |                 |                 |                 |                 |  |
|  |                 |                 |                |                |                 | Tahiti          | Tahiti          | 2               |  |
|  |                 |                 |                |                |                 | Tahiti          | Tahiti          | 2               |  |
|  |                 |                 |                |                |                 | Figi            | Figi            | 1               |  |

##### Semifinali
| 7 settembre 2011 | Nuova Caledonia | 3 – 1 | Tahiti |  |

| 7 settembre 2011 | Figi | 1 – 2 | Isole Salomone |  |

##### Incontro per il terzo posto
| 9 settembre 2011 | Tahiti | 2 – 1 | Figi |  |

##### Finale
| 9 settembre 2011 | Nuova Caledonia | 2 – 0 | Isole Salomone |  |